# بری وایس
بَری وایس (به انگلیسی:Bari Weiss, ‎/ˈbæri waɪs/‎ BARR-ee WYSS ; متولد ۲۵ مارس ۱۹۸۴) روزنامه‌نگار، نویسنده و ویراستار آمریکایی است. او ویراستار مقاله و نقد کتاب در وال استریت ژورنال (2013-2017) و ویراستار کارکنان و نویسنده در زمینه فرهنگ و سیاست در نیویورک تایمز (۲۰۱۷–۲۰۲۰) بوده‌است. از ۱ مارس ۲۰۲۱، او به عنوان ستون نویس منظم برای روزنامه آلمانی دی ولت کار می‌کند. ویس شرکت رسانه ای دفری پرس (که قبلاً Common Sense نام داشت) را تأسیس کرد و میزبان پادکست آنستلی است.

## سنین جوانی و تحصیل
وایس در پیتسبورگ، پنسیلوانیا، در خانواده لو و امی وایس، صاحبان سابق وایسهاوس، یک شرکت پیتسبورگی که در سال ۱۹۴۳ تأسیس شد و کفپوش، مبلمان و آشپزخانه می‌فروشد، به دنیا آمد. آنها صاحب شرکت کفپوش وایسلاینز هستند. او در محله سکرل هیل بزرگ شد و از مدرسه روزانه جامعه پیتسبورگ و آکادمی شیدی ساید فارغ‌التحصیل شد. او که دختر بزرگتر از میان چهار خواهر است، به کنیسه درخت زندگی می‌رفت و مراسم بت میتصوای خود را در آنجا برگزار کرد. پس از دبیرستان، وایس در یک برنامه گپ تحصیلی ناتیو به اسرائیل رفت و به ساخت کلینیک پزشکی برای بادیه نشینان در صحرای نقب کمک کرد و در یک یشیوای فمینیست و دانشگاه عبری اورشلیم تحصیل کرد.
وایس در دانشگاه کلمبیا در شهر نیویورک تحصیل کرد و در سال ۲۰۰۷ فارغ‌التحصیل شد او ائتلاف کلمبیا برای سودان را در پاسخ به جنگ دارفور تأسیس کرد. وایس از سال ۲۰۰۵ تا ۲۰۰۷ ویراستار دکارنت، مجله ای در کلمبیا برای سیاست، فرهنگ و امور یهودیان بود. پس از فارغ‌التحصیلی، وایس در سال ۲۰۰۷ عضو پیوسته بارتلی وال استریت ژورنال و از سال ۲۰۰۷ تا ۲۰۰۸ عضو پیوسته دوروت در اورشلیم بود.

## دیدگاه‌های سیاسی
به گفته واشینگتن پست، وایس «خود را به عنوان یک لیبرال به تصویر می‌کشد که از افراط در فرهنگ چپ ناراحت است» و سعی کرده‌است «خود را در موضع یک لیبرال معقول قرار دهد که نگران این است که انتقادات چپ افراطی آزادی بیان را خفه می‌کند». ونتی فر وایس را «یک پرووکاتور» توصیف کرد. آژانس تلگراف یهودی گفت که به نوشته‌های او «به راحتی تن به برچسب خوردن نمی‌دهد». هاآرتص، تایمز اسرائیل، دیلی دات و بیزینس اینسایدر، وایس را محافظه‌کار توصیف کرده‌اند. او در مصاحبه ای با جو روگان، خود را یک «میانه گرای متمایل به چپ» توصیف کرد.
وایس در ستون‌های خود از اسرائیل و صهیونیسم حمایت کرده‌است. زمانی که اندرو سالیوان، نویسنده، او را یک «صهیونیست بی کله» توصیف کرد، او در پاسخ گفت که «با شادمانی به این اتهام اعتراف می‌کند». در سال ۲۰۱۸، او گفت که ادعاهای تجاوز جنسی علیه برت کاوانا، نامزد قاضی دیوان عالی را باور دارد، اما این سؤال را مطرح کرد که آیا آنها باید باعث شوند صلاحیت او برای خدمت در دادگاه عالی رد شود، زیرا او زمانی که ادعا می‌شود به کریستین بلسی فورد تجاوز کرده‌است ۱۷ ساله بوده‌است. پس از واکنش شدید مطبوعات، وایس اذعان کرد که نکته گزینی او ضعیف و ساده انگارانه بوده و در عوض گفت که «رفتار پر از خشم» کاوانا در مقابل کمیته قضایی سنا باید او را رد صلاحیت می‌کرد.

## زندگی شخصی
وایس ترجیح می‌دهد به گرایش جنسی خود برچسبی نزند، اما گفته‌است که اگرچه با مردی ازدواج کرده بوده، اما بیشتر به زنان علاقمند است. در حین تحصیل در دانشگاه کلمبیا، او با کمدین کیت مک کینون رابطه گاه و بیگاهی داشت. او همچنین با آریل بیری، که با او در تأسیس کلمبیایی‌ها برای آزادی آکادمیک همکاری داشت، راندوو می‌گذاشت. ویس از سال ۲۰۱۳ تا ۲۰۱۶ با جیسون کَس مهندس محیط زیست ازدواج کرد. از سال ۲۰۱۸، وایس با نلی بولز، گزارشگر سابق فناوری نیویورک تایمز در رابطه بوده‌است. این زوج از آن زمان ازدواج کرده‌اند و یک دختر دارند که در سال ۲۰۲۲ به دنیا آمده‌است